# Maliattha phaeozona
Maliattha phaeozona är en fjärilsart som beskrevs av George Francis Hampson 1910. Maliattha phaeozona ingår i släktet Maliattha och familjen nattflyn. Inga underarter finns listade i Catalogue of Life.